# 萨班哲中央清真寺
萨班哲中央清真寺（土耳其語：Sabancı Merkez Camii）位于土耳其阿达纳，是土耳其第二大清真寺。这座清真寺的外观和内部装饰类似于埃迪尔内的塞利米耶清真寺，但是拥有6个叫拜楼，又类似于伊斯坦布尔的苏丹艾哈迈德清真寺（蓝色清真寺）。
这座清真寺于1998年投入使用，是在没收的亚美尼亚公墓原址上建造的。占地总面积52600平方米。
萨班哲中央清真寺是由土耳其宗教基金会和萨班哲基金会共同建造。清真寺的所有权属于阿达纳宗教事务基金会，其使用权已移交给阿达纳省穆夫提办事处。 

## 建筑
萨班哲中央清真寺修建在连接阿达纳与周边城镇的主要干道、铁路和道路的交叉口上。它高大的叫拜楼，从城市的任何地方都可以看到，几乎成为城市的象征。这座清真寺可容纳28500人礼拜，是中东最大的清真寺之一。
萨班哲中央清真寺位于塞伊汉河河岸，建筑宏伟，拥有6座叫拜楼。主穹顶由八根柱子支撑，直径为32米。主穹顶的高度距离地面54米。与主楼相邻的四座叫拜楼各高99米，另外两座叫拜楼各高75米，位于半封闭门廊内

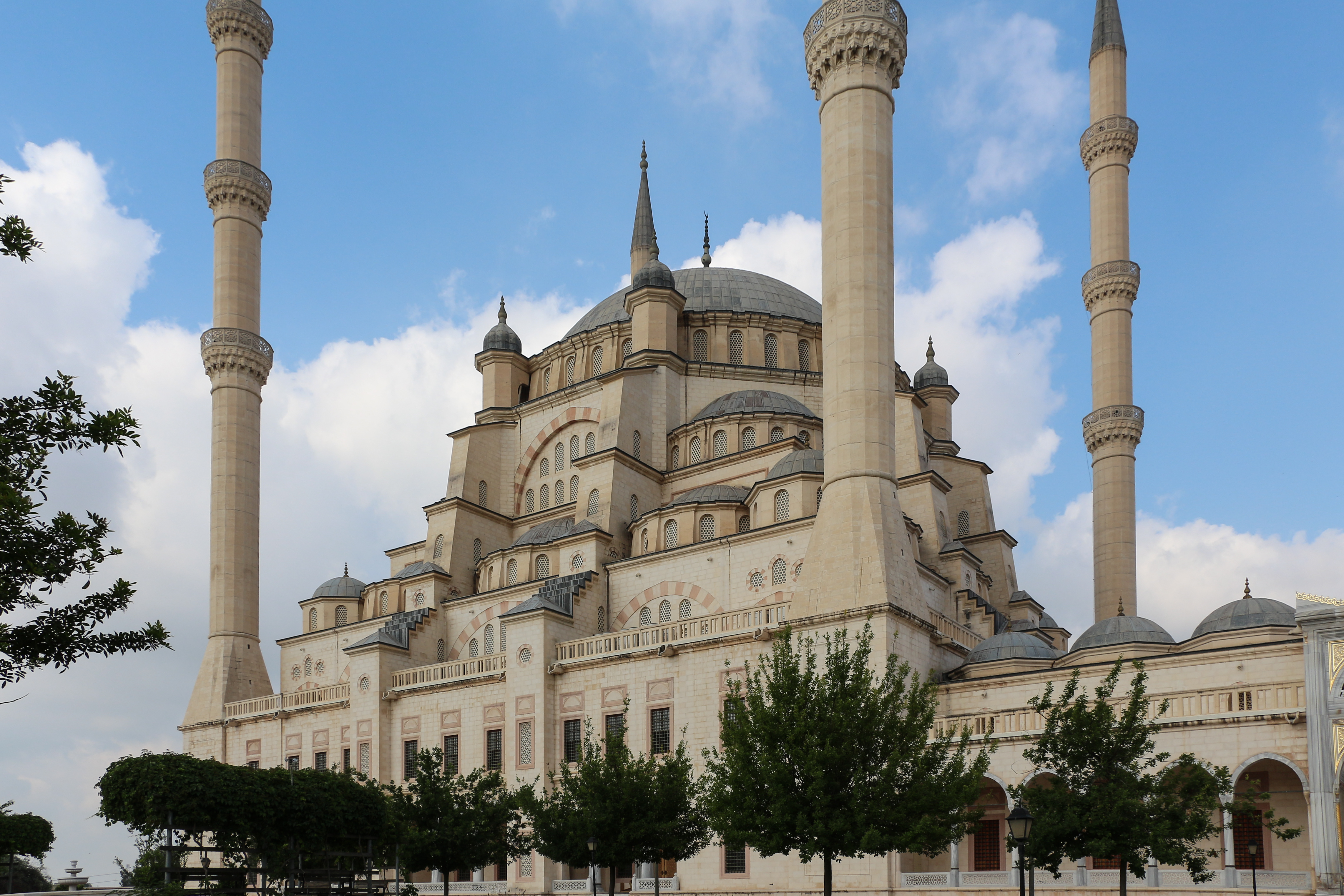
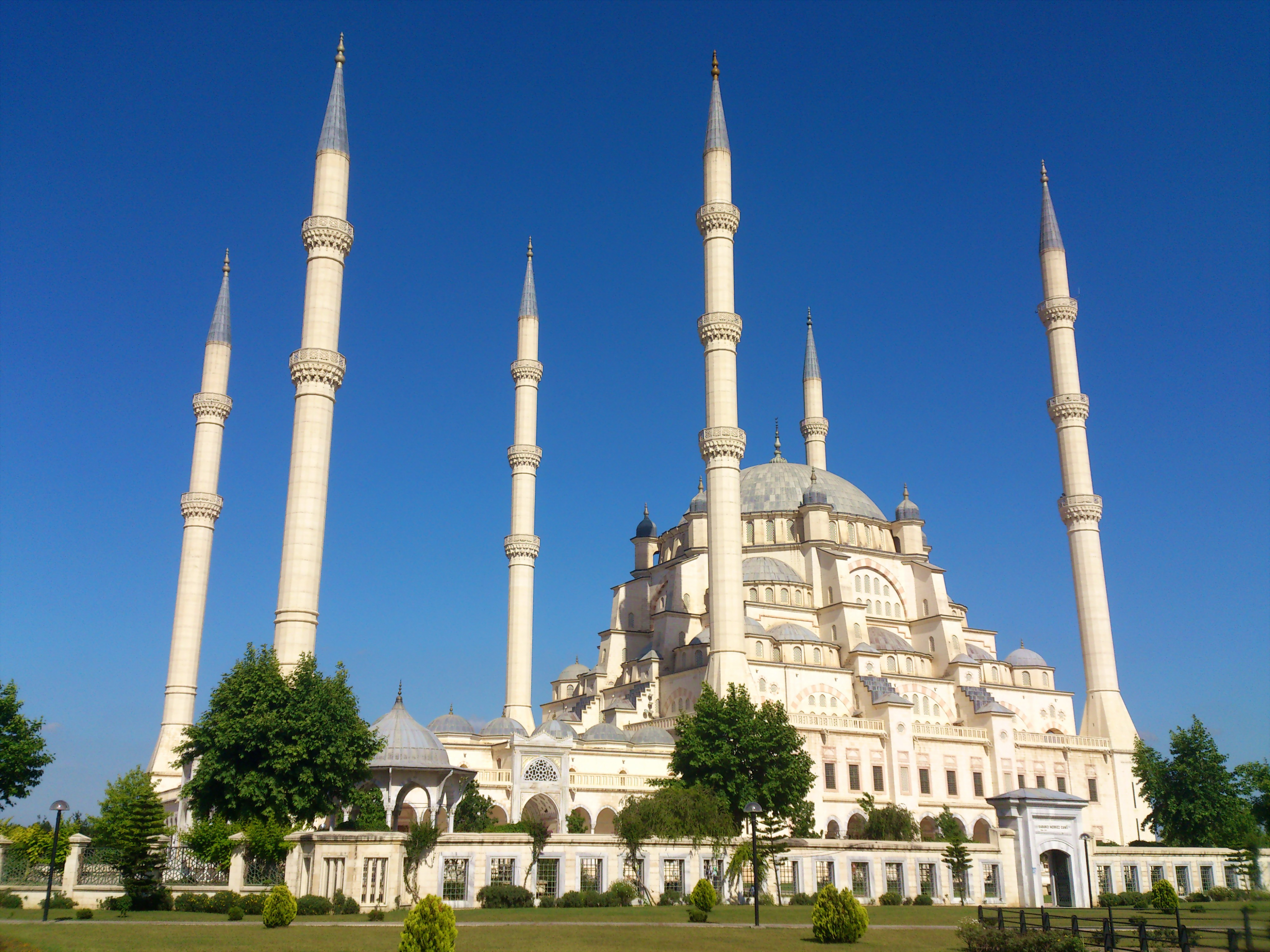
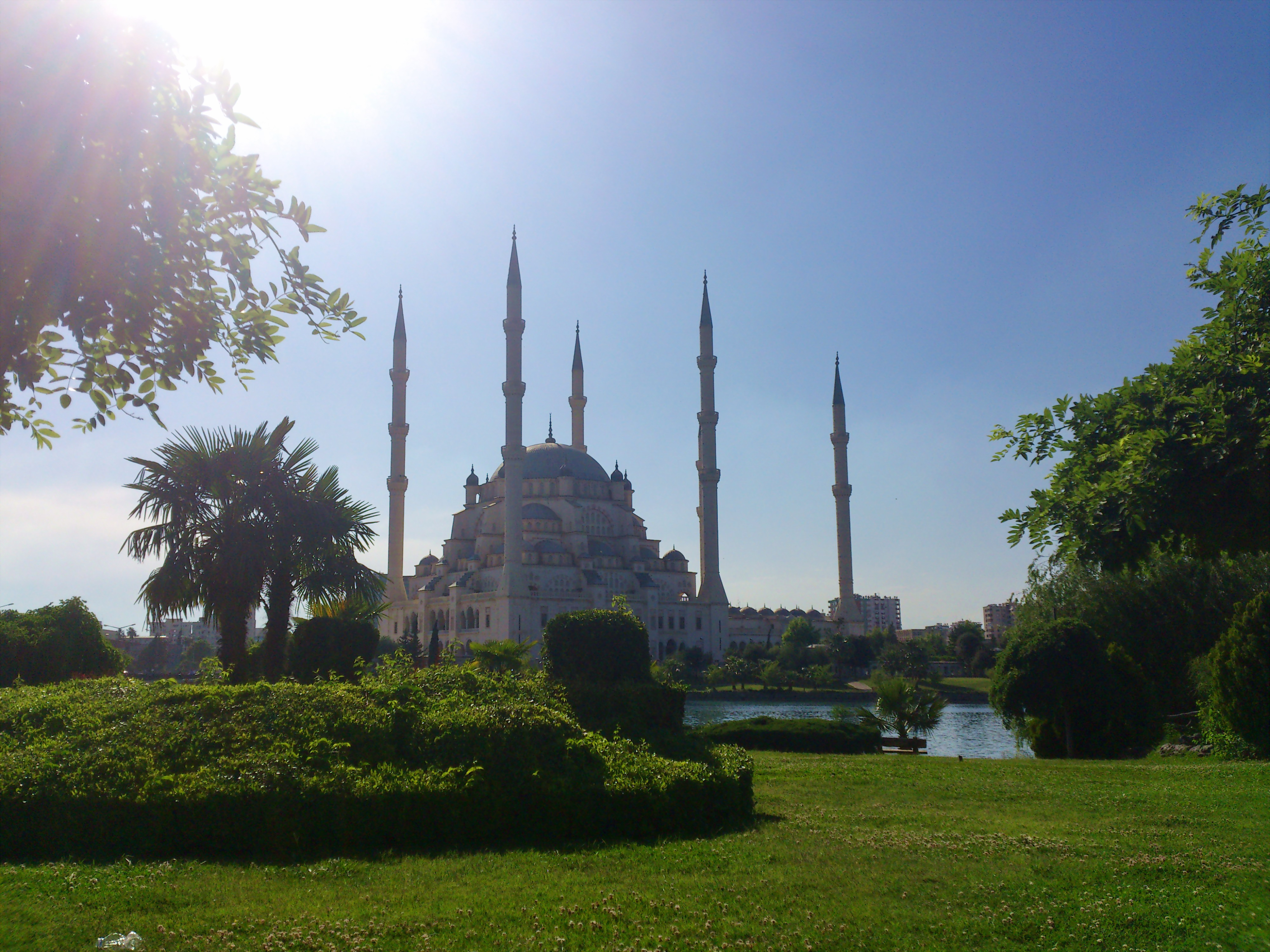
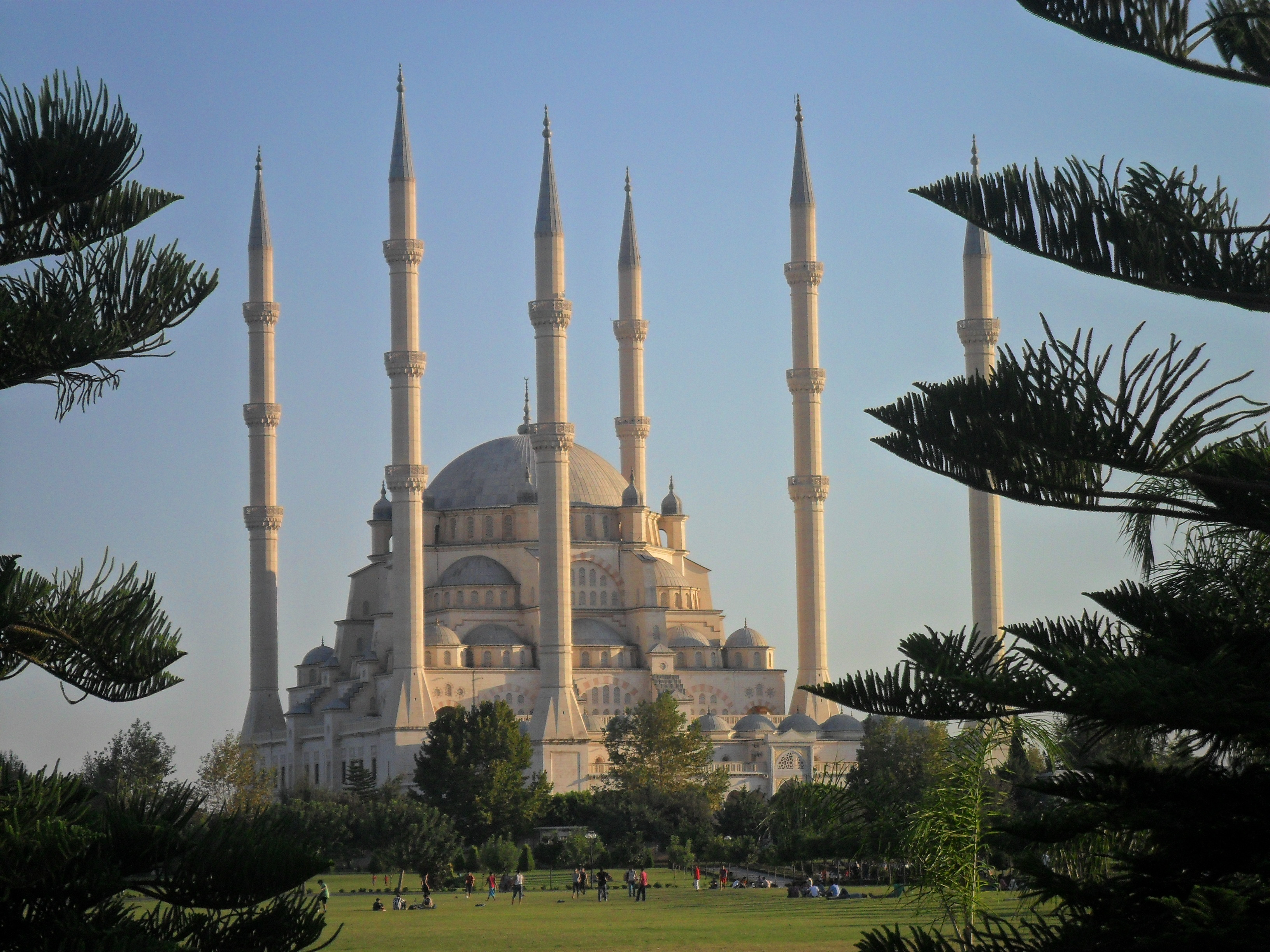
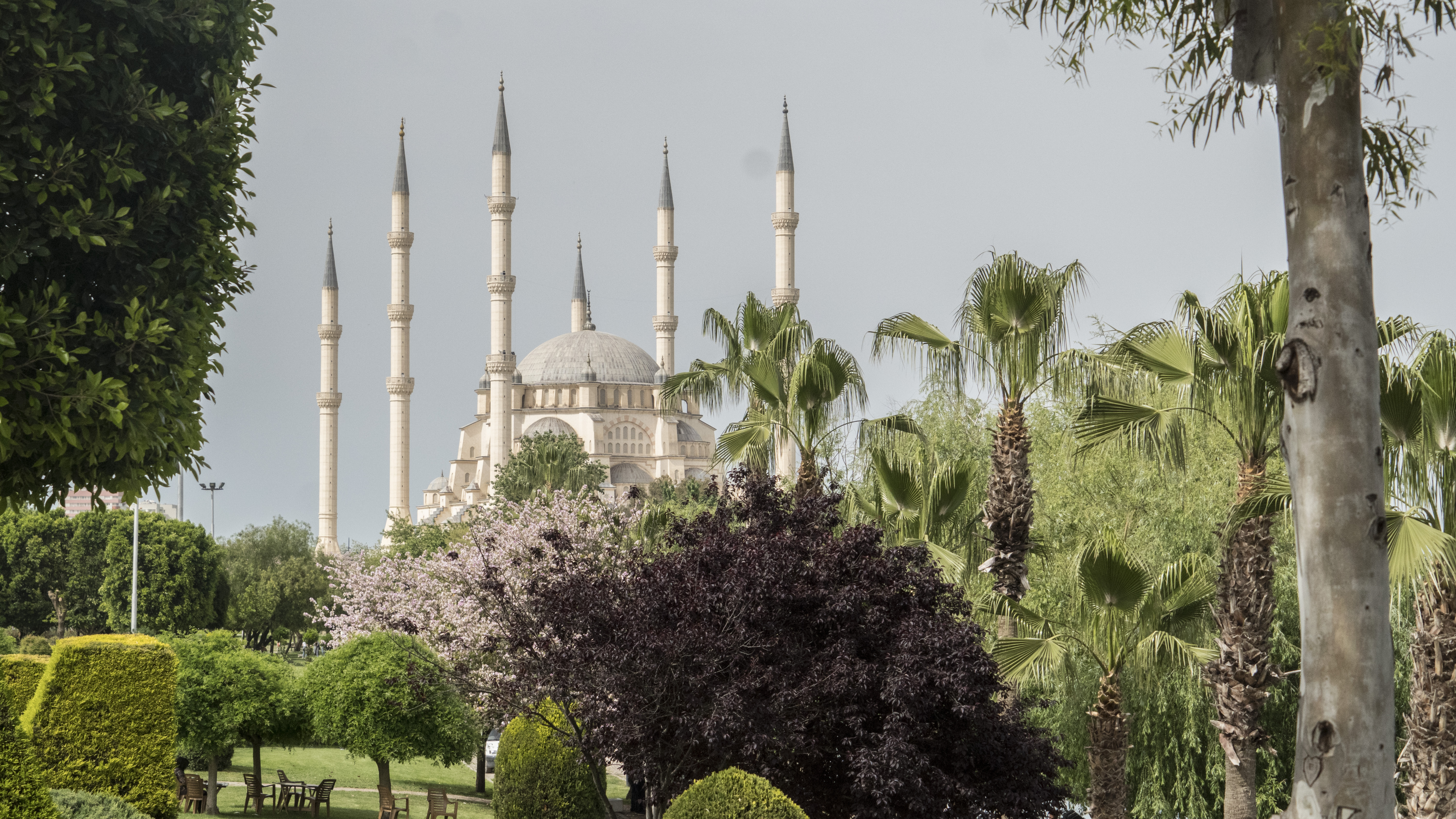
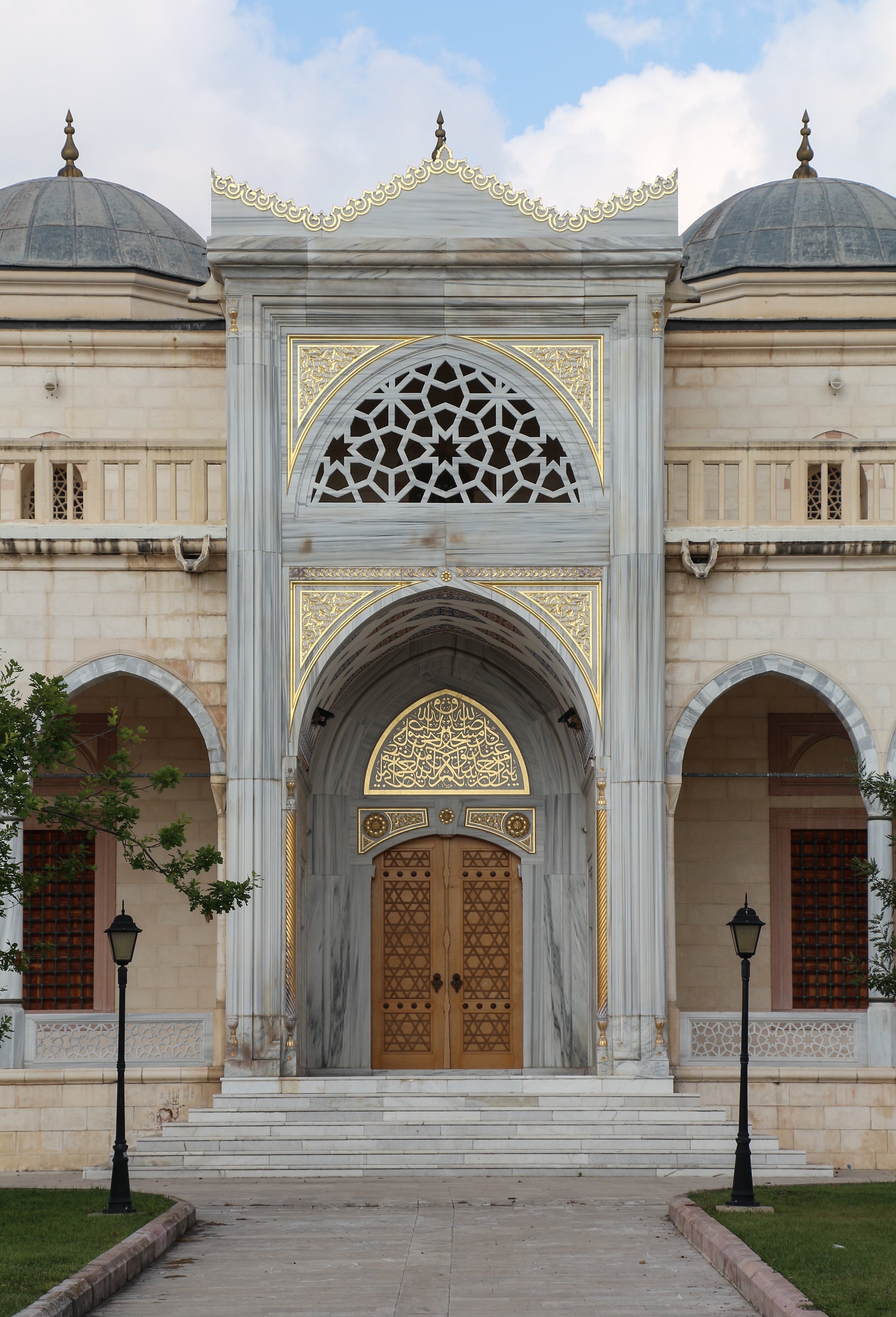
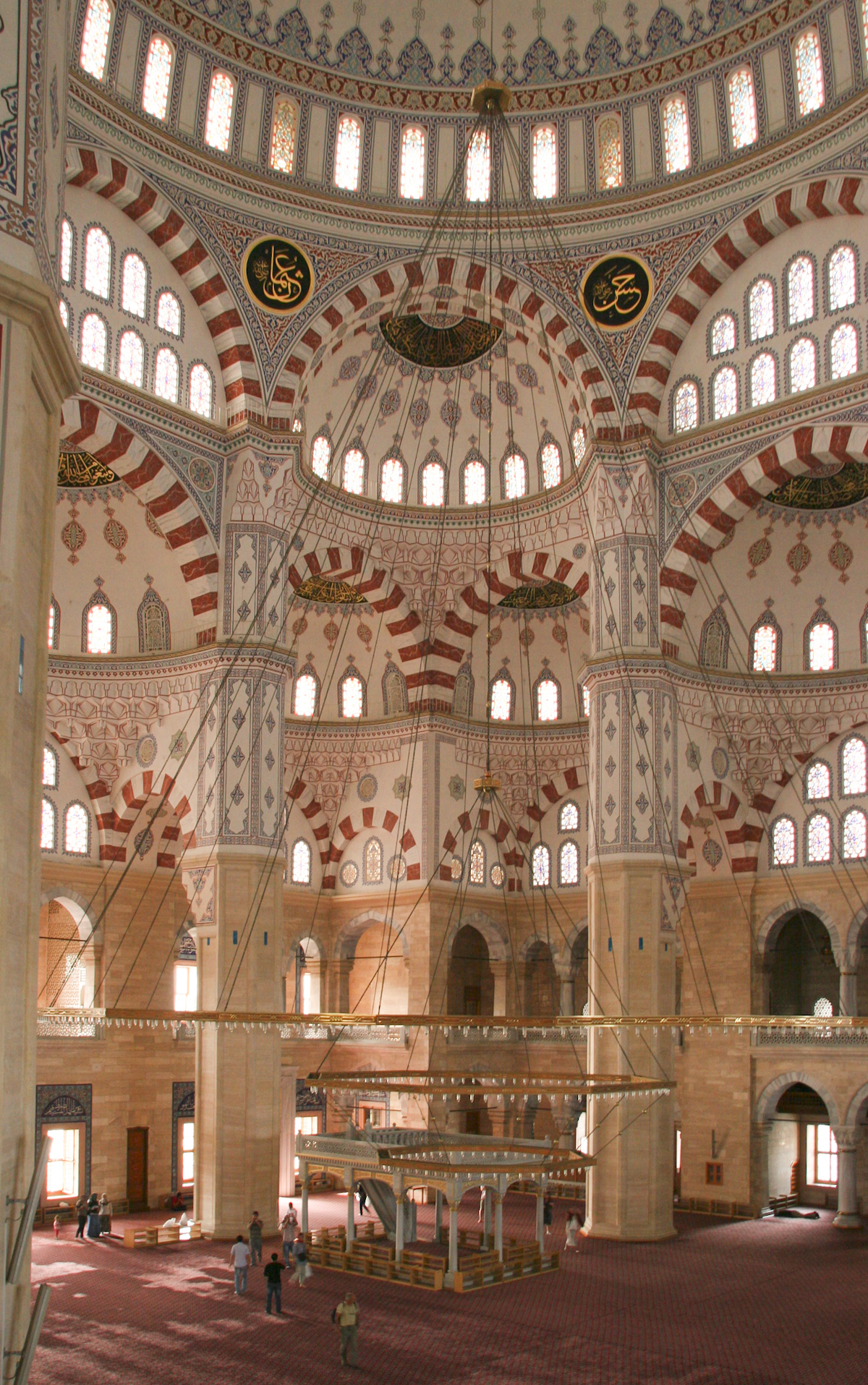
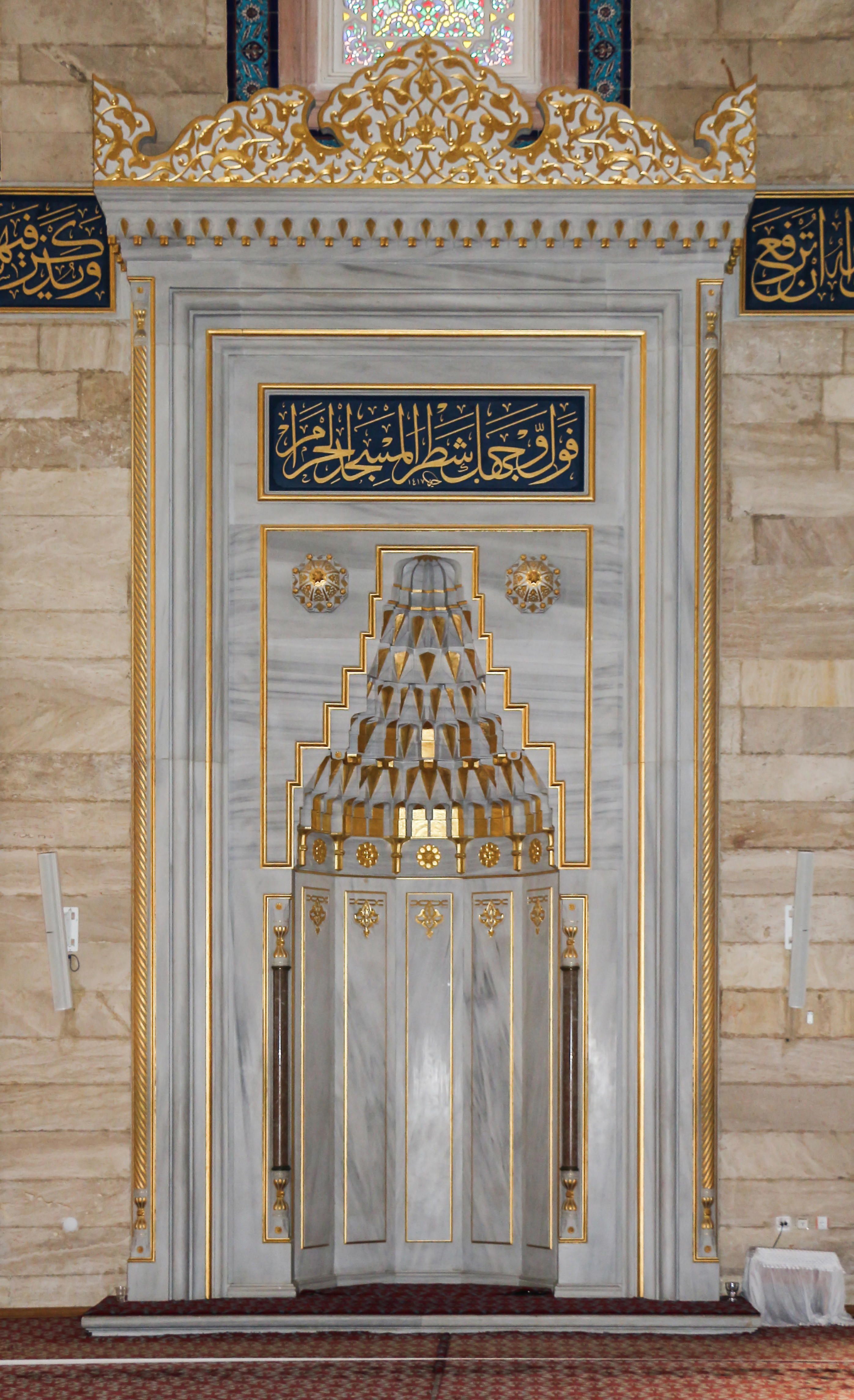
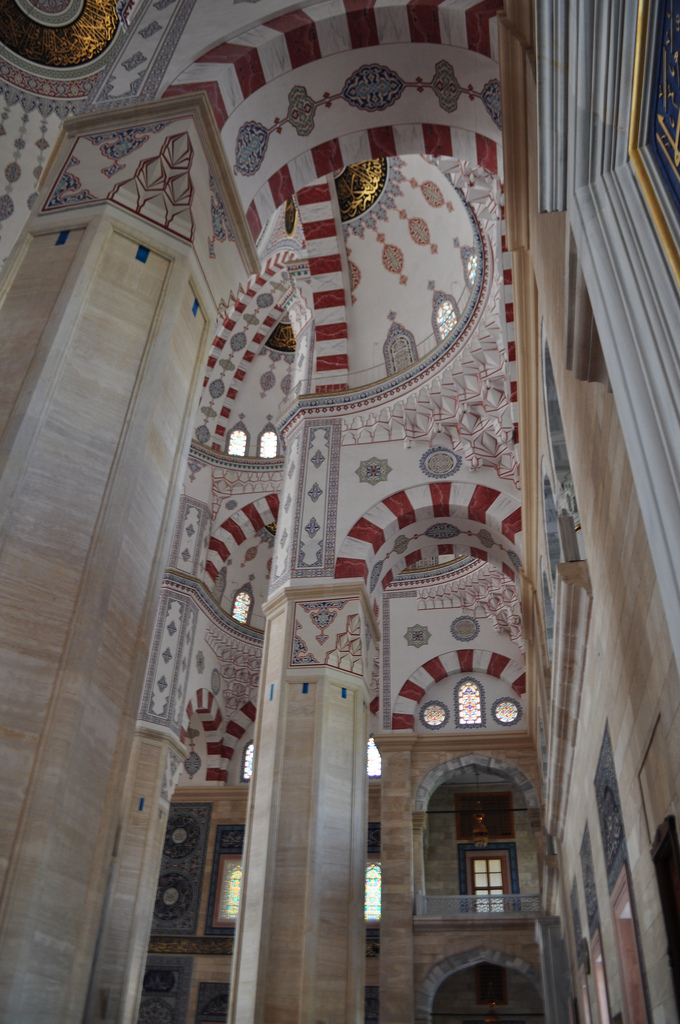
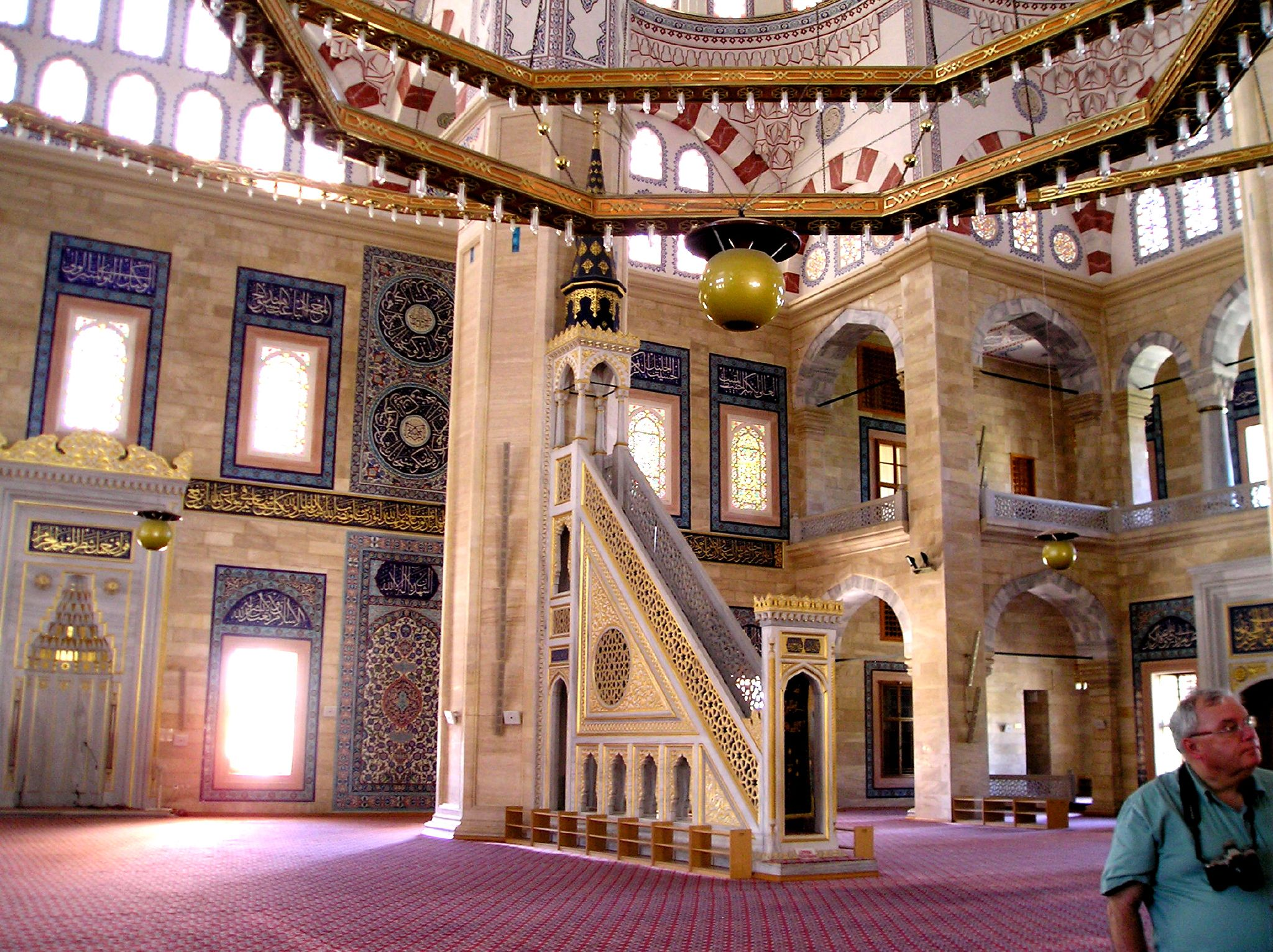